# Foley (Minnesota)
Foley is een plaats (city) in de Amerikaanse staat Minnesota, en valt bestuurlijk gezien onder Benton County.

## Demografie
Bij de volkstelling in 2000 werd het aantal inwoners vastgesteld op 2154.
In 2006 is het aantal inwoners door het United States Census Bureau geschat op 2363, een stijging van 209 (9,7%).

## Geografie
Volgens het United States Census Bureau beslaat de plaats een oppervlakte van
4,9 km², geheel bestaande uit land. Foley ligt op ongeveer 346 m boven zeeniveau.

## Plaatsen in de nabije omgeving
De onderstaande figuur toont nabijgelegen plaatsen in een straal van 24 km rond Foley.